# Ligue régionale Hauts-de-France de rugby
La Ligue régionale Hauts-de-France de rugby est un organe fédéral dépendant de la Fédération française de rugby créé en 2017 et chargé d'organiser les compétitions de rugby à XV et à sept au niveau de la région Hauts-de-France.

## Historique
Conséquence de la réforme territoriale des régions, le ministère de la Jeunesse et des Sports impose à la FFR de calquer son organisation territoriale sur celle des nouvelles régions. C'est ainsi que naît la Ligue des Hauts-de-France issue de la fusion d'une partie du comité Flandres et d'une partie du comité d'Île-de-France.
| - Carte des comités territoriaux jusqu'en 2017. - Carte des ligues régionales depuis 2018. |

Les ligues sont créées début octobre et reprennent les missions des comités territoriaux au 1er juillet 2018. Les statuts de la Ligue sont signés le 9 octobre 2017 à Marcoussis par Bernard Laporte et Dominique Tetelin, désignés membres fondateurs de la ligue par la FFR.

## Structures de la ligue

### Identité visuelle

Premier logo de la ligue (2018)
Logo de la ligue d'octobre 2018 à juin 2019
Logo de la ligue depuis le 28 juin 2019

### Liste des présidents
- 9 décembre 2017 - 7 novembre 2020 : Jean-Louis Lamy
- 7 novembre 2020 - 16 décembre 2023 : Sébastien Carrez
- Depuis le 16 décembre 2023 : Claude Codron

### Élections du comité directeur
Le premier comité directeur de 32 personnes est élu le 9 décembre 2017. Jean-Louis Lamy, président du comité Flandres depuis 2012, et Anne Mikolajczak, adjointe à la maire de Lille depuis 2014 (déléguée aux droits des femmes et au vélo), sont candidats pour la présidence de la ligue.
Après le premier vote électronique décentralisé de l’histoire du rugby français, la liste menée par Jean-Louis Lamy obtient 66,55 % des voix, soit 27 sièges, contre 33,45 % des voix pour Anne Mikolajczak (5 sièges). Jean-Louis Lamy devient ainsi le premier président de la ligue. Hélène Ezanno et Miléna Soloch, joueuses du Lille Métropole rugby club villeneuvois et de l'équipe de France féminine de rugby à XV, intègrent le comité directeur.
Le comité directeur est renouvelé le 7 novembre 2020, un mois après le renouvellement de celui de la FFR. Le président délégué, Sébastien Carrez, seul candidat, est élu président de la ligue avec 96,3 % des voix. Membre du comité directeur de la fédération, il est également nommé président-délégué de la FFR le 14 février 2023 par le nouveau président par intérim, Alexandre Martinez. En juin 2023, après l'élection de Florian Grill à la tête de la fédération, il cède ce poste et devient vice-président délégué à la territorialité. Lors de l'assemblée générale financière  organisée le 16 décembre 2023, il démissionne de la présidence de la ligue pour se consacrer à sa fonction de vice-président de la FFR. Le vice-président Claude Codron est élu pour diriger l'institution pour la dernière année du mandat.
En 2024, la liste Rugby Passions HDF, menée par le président sortant Claude Codron, remporte les élections avec 55,74 % des voix et obtient 25 sièges au comité directeur. La liste Unis pour le Rugby, portée par Frédéric Alluin, obtient quant à elle 7 sièges.

### Dirigeants
Directeur général
- Depuis 2024 : Perrine Haberstich

Directeur technique
- Depuis 2018 : Mickaël Lopata

Directeur de l'arbitrage
- Depuis 2017 : Bruno Gaudefrin[10]

## Les clubs de la ligue au niveau national

### Meilleurs clubs de la Ligue par saison
Le meilleur club de la ligue est le club qui arrive le plus loin en phases finales dans la compétition nationale de plus haut échelon. En cas d'égalité (même compétition et même résultat en phases finales), le meilleur club est celui qui a marqué le plus de points au cours de la saison régulière.
Clubs masculins
Clubs féminins
La couleur de l'axe indique la division dans laquelle évolue le club :
- 1re division.
- 2e division.
- 3e division.
- 4e division.
- Divisions inférieures.

### Clubs masculins évoluant dans les divisions nationales
| \| Légende · Top 14 · Pro D2 · Nationale · Nationale 2 · Fédérale 1 · Fédérale 2 Olympique marcquois Beauvais RC \| Clubs évoluant dans des divisions nationales en 2024-2025. |
| Légende · Top 14 · Pro D2 · Nationale · Nationale 2 · Fédérale 1 · Fédérale 2 Olympique marcquois Beauvais RC                                                                  |

### Clubs féminins évoluant dans les divisions nationales
| \| Légende · Elite 1 · Elite 2 · Fédérale 1 · Fédérale 2 Stade villeneuvois Lille RC Amiens Rugby club d'Arras Lille Rugby Club Iris ORC marquettois RC Compiègnois \| Clubs féminins évoluant dans des divisions nationales en 2024-2025. |
| Légende · Elite 1 · Elite 2 · Fédérale 1 · Fédérale 2 Stade villeneuvois Lille RC Amiens Rugby club d'Arras Lille Rugby Club Iris ORC marquettois RC Compiègnois                                                                           |

## Palmarès des compétitions régionales
| Saison    | Niveau      | Champion                 | Comité départemental | Score | Finaliste                       | Comité départemental |
| --------- | ----------- | ------------------------ | -------------------- | ----- | ------------------------------- | -------------------- |
| 2022-2023 | Régionale 1 | RC Bethunois             | Pas-de-Calais        | 16-3  | L'Ovale Racing Club Marquettois | Nord                 |
| 2022-2023 | Régionale 2 | Le Touquet Etaples rugby | Pas-de-Calais        | 24-19 | RC Laon                         | Aisne                |
| 2022-2023 | Régionale 3 | Olympique marcquois      | Nord                 | 45-7  | Rugby Club Porte de l'Oise      | Oise                 |

| Club                     | Titres régionaux |
| ------------------------ | ---------------- |
| RC Bethunois             | 1                |
| Le Touquet Etaples rugby | 1                |
| Olympique marcquois      | 1                |

| Comité départemental | Titres régionaux |
| -------------------- | ---------------- |
| Pas-de-Calais        | 2                |
| Nord                 | 1                |